# Elisabeth Böckel
Elisabeth Böckel (fl. XX secolo) è stata una pattinatrice artistica su ghiaccio tedesca. Ha vinto il bronzo al Campionato mondiale nel 1925.

## Palmarès

### Individuale femminile
| Evento              | 1919 | 1920 | 1921 | 1922 | 1923 | 1924 | 1925 | 1926 | 1927 |
| ------------------- | ---- | ---- | ---- | ---- | ---- | ---- | ---- | ---- | ---- |
| Campionati mondiali |      |      |      |      |      |      | 3°   | 4°   |      |
| Campionati tedeschi | 3°   | 3°   | 2°   |      | 2°   |      | 2°   |      | 2°   |

### Coppie
Con Otto Hayek
| Evento              | 1931 |
| ------------------- | ---- |
| Campionati mondiali | 9°   |